# Beginning of the End
Beginning of the End es una película estadounidense de ciencia ficción de 1957 dirigida por Bert I. Gordon y protagonizada por Peter Graves, Peggie Castle y Morris Ankrum.

## Argumento
Audrey Ames planea crear un ejército de langostas, pero accidentalmente crea toda una multitud. Con la ayuda de las tropas de Chicago intenta salvar la ciudad.

## Reparto
- Peter Graves como el doctor Ed Wainwright.
- Peggie Castle como Audrey Aimes.
- Morris Ankrum como el general John Hanson.
- Than Wyenn como Frank Johnson.
- Thomas Browne Henry como el coronel Tom Sturgeon.
- Richard Benedict como el cabo Mathias.
- James Seay como el capitán James Barton.
- John Close como el mayor general Everett.
- Don C. Harvey como el guarda del laboratorio.
- Larry J. Blake como el patrulla de la autovía de Illinois.
- Eilene Janssen como la adolescente del coche.
- Hylton Socher como el soldado Frank.
- Frank Wilcox como el general John T. Short.
- Douglas Evans como el editor de periódico Norman Taggart.
- Paul Grant como el adolescente del coche.
- Richard Emory.
- Hank Patterson como Dave.
- Steve Warren como un soldado.
- Frank Connor como un soldado.
- Don Eitner como un soldado.
- Rayford Barnes como Chuck, el guarda nacional.
- Kirk Alyn como el piloto del B-52.
- Bill Baldwin como el anunciante de televisión.
- Frank Chase como el piloto del helicóptero.
- Joe Cranston como un soldado.
- Patricia Dean como la representante de Cruz Roja.
- James Douglas.
- Paul Frees como el piloto del helicóptero y del avión.
- Lyle Latell como el teniente de policía MacKenzie.
- Dennis Moore como un policía.
- Zon Murray como el sargento nacional.
- Alan Reynolds como el hombre insecticida.
- Ralph Sanford como el representante de Cruz Roja.
- Bert Stevens como el coronel Hill.
- Alan Wells como el sargento del cuartel.

## Críticas
Ángel Sala la define como «un nuevo ejemplo de la delirante inocencia de un realizador sin complejos, que sin querer parodió con fineza las paranoias de su época».